# Søværnet
Søværnet (også Søetaten, Flåden, Marinen eller Kongelige danske marine) er den maritime del af det danske forsvar. Søværnet har ansvaret for det maritime forsvar af de danske, grønlandske og færøske områder samt for deltagelse med maritime enheder i internationale opgaver. Desuden har Søværnet ansvar for farvandsovervågning, søredning, isbrydning, forureningsbekæmpelse på havet m.m.
Danmark har i dag en meget moderne flåde, hvor størstedelen af enhederne er taget i brug efter den kolde krigs afslutning. Søværnet har relativt store skibe set i forhold til flådens størrelse og Danmarks geografiske udseende, og det har siden Den Kolde Krig ændret sig fra at være den strategiske partner i NATO, der kontrollerede adgangen til Østersøen, til at være en flåde med en stor evne til at deltage i internationale operationer.
Danske skibe bærer præfikset KDM for Kongelige Danske Marine, mens den engelske oversættelse er HDMS for Her/His Danish Majesty's Ship.

## Historie

### Vikingetiden – 1400-tallet
Sammenligner man Danmarks kystlinje med landarealet, er der et forhold på 1:5,9 (mod f.eks. 1:921 for Holland og 1:493,2 for USA, hvilket har været med til at give Danmark sin lange maritime tradition. Danmark – som geografisk område – har derfor været søfartsduelig tilbage til 900-tallets vikinger. Vikingerne havde små organiserede flåder, oftest baseret på enkelte eller få landsbyer der indgik i forsvarspagter, der ikke var ulige NATO's artikel 5-pagt. Vikingeskibene var uudrustede lette fartøjer og kunne let transporteres fra landsby til landsby i forsvarspagter. Mest kendt er dog plyndringerne af byer i havområder samt skibe. I perioden efter vikingetiden og frem til begyndelsen af 1400-tallet var flåden primært handelsskibe der blev udskrevet til krigstjeneste. Valdemar Sejr skulle under erobringen af Estland i 1219 således have rådet over mere end 1.000 skibe, der tilsammen medbragte 30.000 mand samt heste og forsyninger.
Der er optegnelser om en samlet dansk flåde så langt tilbage som til begyndelsen af 1400-tallet. Dronning Margrete 1., der lige havde samlet Kalmarunionen (bestående af Danmark, Norge, Sverige, Island, Færøerne, Shetlandsøerne, Orkneyøerne og dele af Finland og Tyskland), iværksatte opbygningen af en flåde til rigets beskyttelse mod – fortrinsvis – Hansestæderne. Før dette tidspunkt havde de enkelte adelige nogle sporadiske flåder, men en samlet styrke fandtes ikke, hvilket betød at tidligere monarker var afhængige af deltagelse fra adelen. Dette var dog ikke altid var praktisk, da den enkelte monark typisk også havde fjender blandt egen adel. Dronning Margrethe lod skibene bygge og udruste som monarkens ejendom. Bemandingen blev overladt til de enkelte adelige, som lejlighedsvis indskrev bønder. Uddannelsen var på mesterlære-basis for såvel officerer (som fortrinsvis var adelige) som menige.

### 1400-tallet – 1801
I 1400-tallet – især under Kong Hans – stiger den danske handel og dermed transportbehovet. Havet var ideelt til dette og derfor steg ligeledes et behov for beskyttelse af danske handelsinteresser og monarkens suverænitet. Kong Hans er med udnævnelsen 10. august 1510 af Henrik Krummedige som øverste kaptajn for alle søkaptajner krediteret for oprettelsen af en egentlig professionel flåde, hvor der anvendes fastansatte søfolk, frem for de indskrevne bønder. Søfolkene var mange gange småkriminelle, der blev tvunget ind i flåden og her fik en generel skibs- og tømrermæssig oplæring og skulle primært sørge for at sejle skibene. I kamp var våbenfolkene i langt de fleste tilfælde stadigvæk indskrevne bønder. I den forbindelse blev landet inddelt i et antal skipæn, der dannede forbillede for de senere amter, der hver især skulle stille en besætning til et skib. Det var også i denne tid at egentlige flådebaser blev anlagt. Disse skulle både bygge, vedligeholde og udruste kongens skibe, og der er optegnelser over den første flådebase, der var kongens flådeværft på Bremerholm (senere Gammelholm) fra år 1500.
Det var en af kong Frederik d. 2.’s første embedshandlinger, at beordre en betragtelig udvikling og udbygning af flåden. Både værftsfaciliteter og antallet af skibe voksede, ligesom der blev brugt ressourcer på at udvikle selve skibs- og våbendesign, uddannelse og maritim taktik. Sverige, der på dette tidspunkt var blevet selvstændigt, lagde beslag på en stor del af Østersøen og truede dermed de danske handelsinteresser. I 1568 spærrede den danske flåde derfor Øresund og lagde dermed grundlaget for de Skånske Krige (1675-1679), kun otte år efter afslutningen af 2. store nordiske krig (1658-1660), hvor Danmark mistede Skåne, Halland og Blekinge.
Kong Christian d. 4. fortsatte sin faders stil og udbyggede i starten af 1600-tallet flådens værksteder betragteligt. Desuden blev der i København anlagt et antal boliger til tjenestegørende i flåden; mest kendt er Nyboder. Under Cort Adeler og Niels Juel førtes flåden til sejr ved slaget i Køge Bugt i 1677. I år 1709 begyndte Peter Jansen Wessel i flåden; manden, der senere blev adlet og kendt som Tordenskiold, førte flåden til mange sejre, bl.a. i Marstrand og ved Dynekilden.
General-Admiralløjtnant Ulrik Christian Gyldeløve blev i 1701 øverstkommanderende for den danske flåde. Han tog initiativ til en omfattende professionalisering af Søværnet, herunder oprettelsen af Søkadetakademiet, forgængeren for Søværnets Officersskole, blev oprettet samme år, hvor Tordenskjold var en af de første elever.
Han havde i 1712 held til under en operation at afbrænde 80 svenske skibe, hvilket var medvirkende til, at der i 1720 kom en afslutning på de store nordiske krige. Da der nu var fred i Skandinavien kunne flådens ressourcer bruges til andre formål, såsom konvojering af handelsskibe og besejling af danske kolonier i Afrika og Vestindien. Ydermere oprettedes en permanent dansk styrke i Middelhavet, hvor udsendte orlogsskibe beskyttede danske handelsinteresser. Det var også i denne tid, hvor flåden begyndte at anvende farven Orlogsrød i sine splitflag. Den præcise årsag herfor er ukendt, men den mest udbredte opfattelse er, at det var for at minimere forveksling med Malteserordenens flag. I samme periode oprettede Danmark et neutralitetsforbund med Sverige, og under det dansk-norsk-svenske-neutralitetsforbund blomstrede handlen ad søvejene.

### 1801 – 2. verdenskrig
Briterne, der var presset af Frankrig i Napoleonskrigene, tålte ikke den store danske handel under neutralt flag, idet briterne så denne handel som en del af finansieringen af Napoleons krigsførelse, og i 1801 angreb en eskadre under ledelse af Admiral Sir Hyde Parker en dansk forsvarslinie af blokskibe ved Slaget på Reden. Olfert Fischers forsvarslinje stod slet ikke mål med det uventede angreb og måtte indgå våbenstilstand. Danmark formåede dog at holde sig ude af Napoleonskrigene i de følgende seks år. Men i 1807 gik briterne i land på Sjælland og foretog en belejring efterfulgt af Københavns bombardement (2. – 5. september), der siden skulle vise sig at blive første gang, hvor der anvendtes terrorbombardementer: Militær anvendelse af terror mod civile, med det formål at opnå en politisk effekt. Dette slag udløb af Kong Christian d. 7.’s modstand mod at udlevere flåden til briterne, der ville "opbevare den sikkert" ind til Napoleonskrigenes afslutning; briterne var bange for at flåden ville falde i Napoleons hænder. Flåden blev herefter udleveret til briterne. I 1814 måtte Danmark afstå Norge til Sverige, og dermed ændrede landets størrelse – og således marinens opgaver og ressourcer – sig væsentligt.
Danmarks flåde blev langsomt genopbygget, men ingenlunde til det tidligere format. Ambitionerne var dog store, og de fjerne interesser i Afrika og Caribien blev plejet. Desuden foregik en verdensomspændende ekspedition, på korvetten Galathea, i perioden 1845-1847.
I 1848 blev den nye flåde for første gang beordret udrustet til at deltage i det der senere blev til 1. Slesvigske krig. Efter at Hærens garnisoner i Kiel og Flensborg havde gjort oprør mod kongen, blev flåden sendt mod Als, hvor den i stor udstrækning blev frem til 1851. Derefter fulgte en periode, hvor marinen i modsætning til hæren gennemgik en teknologisk omstilling, og under krigen i 1864, demonstrerede det helt moderne panserbatteri Rolf Krake god støtte til hæren i forsvaret af Dybbøl-stillingen. Efterfølgende forsøgte marinen at følge med i den tekniske udvikling, men måtte dog i en lang periode se de største bevillinger gå til hæren, især i forbindelse med udbygningen af Københavns befæstning. I årene op til 1. verdenskrig skete dog en yderligere modernisering, blandt andet ved anskaffelse af Ubåde (herunder 6 ubåde af Havmandsklassen), og under denne konflikt var marinen fuldt ud i stand til at varetage sine opgaver i forbindelse med hævdelsen af den danske neutralitet.
I mellemkrigstiden blev den forsvaret og dermed også den danske flåde tillagt meget lav prioritet hos politikerne – i særdeleshed i perioden 1929-1942 under Thorvald Stauning – og Danmark havde derfor ved 2. verdenskrigs udbrud og under besættelsen en meget lille flåde. Søværnet var efterfølgende i krise, og tilliden til militære og politiske chefer på et lavpunkt. Søværnet samarbejdede under besættelsen indtil 1943 med tyskerne, ved bl.a. at stryge søminer på tværs af de danske bælter, af hensyn til den danske infrastruktur (færgeruter, etc.) efter politisk pres. Spændingerne mellem den tyske besættelsesmagt og det danske forsvar var dog voldsomme, og tog til i landet som helhed i 1942-1943, og den 29. august 1943 overfaldt tyske enheder de danske forsvarsstyrker (Operation Safari). Flådens chef, viceadmiral A. H. Vedel, havde i al hemmelighed overbragt følgende ordre til sine skibschefer: "Flåden må ikke falde i Nazi-Tysklands hænder. Skibscheferne skal derfor enten sænke deres skibe, eller flygte til nærmeste allierede eller neutrale havn." Det lykkedes enkelte enheder at sejle til Sverige, hvor de kom til at indgå i Den Danske Flotille. Af de større skibe blev 32 sænket, 2 var ved Grønland, 4 nåede til Sverige, mens 14 faldt i tyskernes hænder. Af de små skibe nåede ni til Sverige, mens 50 faldt i tyskernes hænder. Tyskerne havde efterfølgende succes med at hæve og reparere 15 af de 32 større skibe, der blev sænket. I november 1943 tillod svenske myndigheder, at 500 danske soldater blev trænet i Sverige som politisoldater, og i efteråret 1944 blev dette tal løftet til 4.800, hvorved der formelt blev oprettet en dansk militær brigade i eksil.

### Under den kolde krig
Efter 2. verdenskrig blev Danmark i 1949 medlem af NATO hvorefter flåden blev genopbygget, primært ved hjælp af våbenhjælpsprogrammet, der var en militær pendant til Marshall-planen, som fik midler fra USA. Men der blev endvidere indkøbt en række skibe af forskellig type i England, og et antal skibe fra den opløste tyske Kriegsmarine blev overført til Danmark (bl.a. motortorpedobåde).
Under Den Kolde Krig blev den danske flåde opbygget og moderniseret, primært med henblik på at forsvare landet mod en invasion fra Warszawapagten og kontrollere de danske stræder. De typiske former for operationer for det danske søværn i en eventuel krigssituation var mineudlægning med såvel store minelæggere som f.eks. Falster-klassen (17kn/1.991BRT) og kystminelæggere som Lindormen-klassen (14kn/577BRT) for at spærre de danske sunde og bælter for østlige krigsskibe og angreb på en fjendtlig invasionsstyrke med mange, små hurtiggående fartøjer som torpedobåde af Søløven-klassen (54kn/158BRT) og missiltorpedobåde af Willemoes-klassen (45kn/260BRT). Samtidigt gik tjenesten i Nordatlanten (nu kun Grønland og Færøerne efter Islands løsrivelse i 1944) fra at være ren suverænitetshåndhævelse, til også at kunne deltage overvågningen af Warszawapagtens flådeaktiviteter og sporing af ubåde. Til dette blev der i 1962 indkøbt et antal Alouette III-helikoptere, som indledningsvis tilgik Flyvevåbnets Eskadrille 722, og senere blev overført til Søværnet ved oprettelsen af Søværnets Flyvetjeneste i 1977. I 1960 blev behovet for en lastvognsbaseret støtteenhed også erkendt og Søværnets Mobile Base (MOBA) blev oprettet. Indledningsvis som en ren genforsyningsenhed kaldet MOBA LOG, senere kom MOBA OBS til og gjorde enheden i stand til at understøtte helikopteroperationer og foretage og viderebringe radarbilleder og fra 1990'erne af havde MOBA Harpoon-missilbatterikapacitet. MOBA blev nedlagt i 2003. Desuden blev Danmarks efterretningsmæssige kompetencer styrket ved anvendelsen af undervandsbåde og oprettelsen af Frømandskorpset. Flådestationerne Frederikshavn og Korsør samt Langelandsfortet og Stevnsfortet blev opført for NATO-midler i 1950'erne.

### Efter den kolde krig
Efter Den Kolde Krigs ophør i 1989 gik Søværnet i retning af en mere mobil udrustning og med enheder, der kan operere langt væk fra Danmark i FN- og NATO-regi, hvilket blev effektueret da Søværnet markerede begyndelsen af Danmarks nye aktivistiske udenrigspolitik ved udsendelse af en korvet til Golfen. Som følge heraf blev bl.a. Flådestation Holmen der indeholdt Orlogsværftet og havde tjent som flådens hovedsæde siden 1500, nedlagt og de af flådens aktiviteter der fandtes her, blev fordelt på de to flådestationer i Frederikshavn og Korsør. Forsvarsforligene 1995-1999 og 2000-2004 medførte nogle kraftige ændringer på Søværnets opbygning og enheder.

### Opbygning og enheder før forsvarsforliget 1995-1999
- 1. Eskadre: Inspektionsskibseskadren (ISE) med fem inspektionsskibe (4 × Thetis-klassen og Beskytteren) og tre inspektionskuttere (3 × Agdlek-klassen).
- 2. Eskadre: Fregateskadren (FGE) med to fregatter (2 × Peder Skram-klassen), tre korvetter (3 × Niels Juel-klassen), 14 standardfartøjer (14 × Flyvefisken-klassen), seks bevogtningsfartøjer (6 × Daphne-klassen, udfaset i 1991).
- 3. Eskadre: Mineskibseskadren (MSE) med fire minelæggere (4 × Falster-klassen), to kabelminelæggere (2 × Lindormen-klassen) og syv minestrygere (7 × Sund-klassen).
- 4. Eskadre: Torpedobådseskadren (TBE) med 13 missiltorpedobåde (8 × Willemoes-klassen og 5 × Søløven-klassen), to flådetankfartøjer (2 × Faxe-klassen) og den mobile base MOBA.
- 5. Eskadre: Ubådseskadren (UBE) med 6 ubåde (3 × Tumleren-klassen og 2 × Narhvalen-klassen) samt Søværnets Frømandskorps.

### Opbygning og enheder efter forsvarsforliget 2000-2004
Forsvarsforliget 1995-1999 medførte bl.a. at Willemoes-, Sund- og Søløven-klasserne udgik. Til gengæld skulle flåden påbegynde overvejelser om nye større fartøjer, der kunne bruges internationalt. Ved udsendelsen af Olfert Fischer i 1991 erkendtes det, at de danske enheder var for små til selvstændigt at kunne udsendes. 2000-2004 medførte derfor yderligere ændringer i Søværnets opbygning. bl.a. blev Beskytteren doneret til Estland, MOBA-enhederne blev nedlagt sammen med resten af 4. eskadre. I forsvarsforliget var miljøskibene også overført fra Miljøministeriet til Søværnet, sammen med isbryderne fra Økonomi- og Erhvervsministeriet. Desuden eksisterede et antal enheder uden for eskadrestrukturen, bl.a. Kongeskibet Dannebrog. Med oprettelsen af den nye struktur havde alle enheder et tilhørsforhold i en eskadre.
- 1. Eskadre: Fire inspektionsskibe (4 × Thetis-klassen), tre inspektionskuttere (3 × Agdlek-klassen) og tre isbrydere (2 × Danbjørn-klassen og Thorbjørn)
- 2. Eskadre: Tre korvetter (3 × Niels Juel-klassen), 14 standardfartøjer (14 × Flyvefisken-klassen), seks bevogtningsfartøjer (6 × Daphne-klassen, udfaset i 1991) og det nyoprettede Mobile Logistiskepunkt (MLOG), der var afløseren for MOBA.
- 3. Eskadre: Fire minelæggere (4 × Falster-klassen), to kabelminelæggere (2 × Lindormen-klassen), miljøfartøjer (2 × Supply-klassen, 2 × Seatruck-klassen, 2 × Miljø-klassen og 3 × miljøpramme) samt Dannebrog.
- 5. Eskadre: Ubådseskadren (UBE) med 6 ubåde (3 × Tumleren-klassen, 2 × Narhvalen-klassen og Kronborg) samt Søværnets Frømandskorps.

## Søværnets organisation
Ved forsvarsforliget 2005-2009 skete der nok en omorganisering af Søværnet. Bl.a. blev eskadrestrukturen nu lavet om, således at der kun er to eskadrer, hvor skibene nu inddeles efter opgavetype og ikke skibsklassificering. Desuden blev minelægningskapaciteten og ubådsvåbnet, samt bevogtningsfartøjerne udfaset. En egentlig projektering og konstruktion af store skibe til internationalt brug, blev ligeledes igangsat. Frømandskorpset blev ved lukningen af 5. Eskadre en selvstændig enhed under Søværnets Operative Kommando. Ved forsvarsforliget 2010-2014 blev Søværnets helikoptertjeneste lukket og helikopterne blev overført til Flyvevåbnet. Søværnet består i dag af Marinestaben (tidligere SOK), hvis chef er kontreadmiral samt en række myndigheder og enheder der er underlagt Marinestaben:
- Tre eskadrer; 1., 2. og 3. eskadre
- To flådestationer; Korsør og Frederikshavn samt et antal marinestationer
- Søværnets Overvågningsenhed (SOE)
- Søværnets Frømandskorps
- Søværnets skolestruktur med tre hovedskoler og fem specialskolekurser
- Søværnets Taktiske Stab (STS)

### Marinestaben
Ledelsen af Søværnet foregår fra Marinestaben der er en del af Værnsfælles Forsvarskommando. Marinestaben er placeret på Flyvestation Karup sammen med Joint Rescue Coordination Center (JRCC), hvor sidstnævnte er placeret i restaurerede lokaler i bunker 1137. Endvidere er Lyngby Radio samplaceret og underlagt Marinestaben i samme lokaliteter. Marinestaben har ansvaret for farvandsovervågning, eftersøgnings- og redningstjeneste, isrydning, overvågning af havmiljø og bekæmpelse af forurening. Løsningen af opgaverne sker i samarbejde med politiet, kommunerne, Søfartsstyrelsen, Farvandsvæsenet, Beredskabsstyrelsen, Marinehjemmeværnet, Danmarks Meteorologiske Institut og SKAT.
Marinestaben afløste den 1. oktober 2014 Søværnets Operative Kommando, forkortet SOK. SOK som blev oprettet i 1961 og var placeret i bydelen Brabrand i Århus. Kommandoen var Søværnets operative hovedkvarter. Med forsvarsforliget i 2018 blev det besluttet endnu engang at ændre myndighedens navn, og ved årsskiftet 2018/2019 skiftede Marinestaben navn til Søværnskommandoen.

### Eskadrerne
Det nutidige søværn er opdelt i fire eskadrer:
- 1. Eskadre (1ESK), der administrativt er hjemmehørende på Flådestation Frederikshavn, varetager løsningen af alle nationale opgaver som det maritime forsvar af de danske, grønlandske og færøske områder samt farvandsovervågning, søredning, isbrydning, forureningsbekæmpelse på havet m.m.
- 2. Eskadre (2ESK), der er administrativt hjemmehørende på Korsør, varetager løsningen af Søværnets internationale engagementer (f.eks. Golfkrigen, Irakkrigen) og deltagelse i internationale stående flådestyrker.
- 3. Eskadre (3ESK) Kystredningstjenesten mm.[9]

Fra  1. september 2025
- 4. Eskadre (4ESK) blev oprettet 1. september 2025 og er ansvarlig for Søværnets uddannelsesvirksomhed. Søværnets uddannelsescentre samt Elementet for Søtræning er underlagt 4. Eskadre. Søværnets Centre består af: 
  - Center for Maritim Uddannelse og Skibssikkerhed (CMS)
  - Center for Taktik (TAC)
  - Center for Sømilitær Teknologi (CST)
  - Center for Våben (VBC)

Virkelighedens søværn opererer dog knap så adskilt, og således kan enheder fra 1. Eskadre deltage i internationale opgaver, ligesom enheder fra 2. Eskadre deltager i løsningen af opgaver i hjemlige farvande.

### Søværnets Taktiske stab
Søværnets Taktiske Stab (STS) eller Danish Task Group (DATG), oprettet januar 2001, er en operativ enhed, som har til formål at uddanne og træne maritime styrker i fred, krise og krig. STS blev oprettet for at øge Danmarks kompetencer og materielstatus ved deltagelse i internationale flådeoperationer. Ved flere tilfælde har STS haft kommandoen over sådanne operationer, f.eks. i forbindelse med antipirat-operationerne i farvandene ud for det nordøstlige Afrika.

### Søværnets Frømandskorps
Søværnets Frømandskorps (FKP) er en specialstyrkeenhed der er uddannet til at varetage særligt krævende opgave på og under vandet, samt i kystnære landområder. Hovedopgaven er rekognoscering, men opgaver som angreb på fjendtlige skibe, sabotageaktioner på faste installationer og egentlige kampopgaver forekommer også. Herudover udgør frømandskorpset sammen med Politiets Aktionsstyrke Danmarks antiterrorberedskab, ligesom korpset støtter det øvrige politi med opklaring af kriminalsager, der kræver højt specialiseret dykning. Tilsvarende ydes også assistance til miljømyndigheder m.v., der kan have nytte af korpsets færdigheder, f.eks. når undervandsinstallationer skal inspiceres.

### Slædepatruljen SIRIUS
Slædepatruljen SIRIUS er Søværnets hundeslædepatrulje på Grønland. Sirius-patruljen er Danmarks militære tilstedeværelse på Nordøstgrønland, hvor de i vinterhalvåret patruljerer det enorme område med hundeslæder om sommeren på fjordene med kutter. De har hovedbase på Daneborg (7418N 2014W) på sydsiden af Wollaston Forland i Nordøstgrønland. Administrativt er Sirius-patruljen underlagt Søværnets Operative Kommando og operativt Arktisk Kommando.

### Søværnets skolestruktur
Søværnets Skole (SSK) er underlagt Marinestaben, består af et antal kompetencecentre og er placeret ved Bangsbo i Frederikshavn.
- Center for Taktik (TAC) på Flådestation Frederikshavn
- Center for Våben (VBC) på Sjællands Odde
- Center for Teknik (TEC) på Marinestation København
- Center for Skibssikkerhed (SIC) i Hvims i Nordjylland
- Center for Dykning (DYC) på Marinestation København
- Center for Sergent- og Maritim Uddannelse (SMC) ved Bangsbo i Frederikshavn

Søværnets Officersskole (SOS) er placeret på Marinestation København i København og er organisatorisk placeret under Forsvarsakademiet.

### De maritime operative logistiske støtteenheder (OPLOG)
I forbindelse med at man i Forsvaret oprettede det fælles Værksted Danmark, der har til formål at gøre arbejdsgangen fra enhederne til de servicerende værksteder mere smidig, blev der i Søværnet oprettet to OPLOG's.
Disse OPLOG's skal være indgangsvinklen fra de servicerede enheder til de servicerende enheder.
OPLOG's kan desuden udsende underafdelinger OPLOG TEAM's, der kan yde specifik støtte ved f.eks. udsendelse af enheder til NATO-styrker. Der er to permanente OPLOG's: OPLOG FRH, der har til huse på Flådestation Frederikshavn og OPLOG KOR, der har til huse på Flådestation Korsør.

### Flådestationerne
Det er flådestationernes (FLS) opgave at yde logistisk støtte til Søværnets skibe via OPLOG'erne, hvilket vil sige udruste, vedligeholde og reparere de enheder, som har base i Korsør eller Frederikshavn. Derudover ydes der støtte til andre militære og civile myndigheder, samt til allierede enheder.
Støtten ydes primært inden for flådestationens geografiske støtteområde, der for Flådestation Korsør omfatter Sjælland, Fyn, Bornholm samt de omliggende farvande og for Flådestation Frederikshavn, Jylland, Grønland og Færøerne. Desuden ydes der støtte til de danske enheder, som deltager i internationale operationer såvel i fredstid og kriseperioder som i krig.

### Marinestationerne
Søværnet råder over et antal marinestationer (MAS) forskellige steder i Danmark. Størst og mest kendt er Marinestation København (del af den tidligere Flådestation Holmen) på Holmen i København samt Marinestation Kongsøre der er Frømandskorpsets garnison. Desuden har Søværnet marinestationer i Esbjerg, på Møn, i Århus og ved Lyngsbæk.

### Søværnets Overvågningsenhed
Søværnets Overvågningsenhed (SOE) er en overordnet enhed der har ansvaret for Maritimt overvågningscenter (MOC), som er placeret i Pikkerbakken ved Frederikshavn. Derudover hører marineudkigsstationerne Føllesbjerg og Hellebæk samt kystudkigsstationerne Drogden, Hammer Odde, Kegnæs, Røsnæs og Skagen. Tidligere var overvågningscentrene benævnt marinedistrikter og havde status som selvstændige niveau III myndigheder. Fra den 1. januar 2011 blev de to tilbageværende marinedistrikter nedlagt og blev omlagt til overvågningscentre direkte underlagt SOK. Fra den 1. november 2016 blev Maritimt overvågningscenter syd (MOCS) på Bornholm nedlagt. Derudover hører VTS Storebælt og VTS Øresund også under SOE. Det forventes også at VTS Femern som bliver etableret i forbindelse med Femern Bælt-forbindelsen bliver underlagt SOE.
Enheden har til opgave at overvåge og identificere skibstrafikken i danske farvande og sikre at danske såvel som internationale love og regler overholdes, samt holde et vågent øje med udenlandske orlogsfartøjer der passerer igennem danske farvand. Ved udførelsen af disse opgaver skaber de to maritime centre et sammenhængende billede af skibstrafikken i hele Danmark som de sender til operationscenteret i Værnsfælles Forsvarskommando således at man har et komplet billede at sejladsen i danske farvande.
Til at støtte denne overvågning har de maritime overvågningscentre altid et antal patruljefartøjer af Diana-klassen samt fartøjer fra Marinehjemmeværnet til rådighed samt et antal bemandede og fjernstyrede udkigsstationer og en lang række kystradarstationer til rådighed.
I forbindelse med forsvarsforliget 2013-2017 besluttedes det at nedlægge de to overvågningscentre og afhænde faciliteterne.

## Personel i Søværnet

### Officersgruppen
| NATO kode    | OF-10             | OF-10             | OF-9    | OF-9    | OF-8        | OF-8        | OF-7          | OF-7          | OF-6            | OF-6            | OF-5      | OF-5      | OF-4             | OF-4             | OF-3          | OF-3          | OF-2            | OF-2            | OF-1            | OF-1            | OF-1            | OF-1     | OF-1     | OF-1     | OF(D) | OF(D) | OF(D) | OF(D) | OF(D) | OF(D) | Officers Elev | Officers Elev | Officers Elev | Officers Elev | Officers Elev | Officers Elev |
| ------------ | ----------------- | ----------------- | ------- | ------- | ----------- | ----------- | ------------- | ------------- | --------------- | --------------- | --------- | --------- | ---------------- | ---------------- | ------------- | ------------- | --------------- | --------------- | --------------- | --------------- | --------------- | -------- | -------- | -------- | ----- | ----- | ----- | ----- | ----- | ----- | ------------- | ------------- | ------------- | ------------- | ------------- | ------------- |
| Søværnet     | Ingen tilsvarende | Ingen tilsvarende |         |         |             |             |               |               |                 |                 |           |           |                  |                  |               |               |                 |                 |                 |                 |                 |          |          |          |       |       |       |       |       |       |               |               |               |               |               |               |
| Søværnet     | Ingen tilsvarende | Ingen tilsvarende | Admiral | Admiral | Viceadmiral | Viceadmiral | Kontreadmiral | Kontreadmiral | Flotilleadmiral | Flotilleadmiral | Kommandør | Kommandør | Kommandørkaptajn | Kommandørkaptajn | Orlogskaptajn | Orlogskaptajn | Kaptajnløjtnant | Kaptajnløjtnant | Premierløjtnant | Premierløjtnant | Premierløjtnant | Løjtnant | Løjtnant | Løjtnant |       |       |       |       |       |       |               |               |               |               |               |               |
| Forkortelser |                   | AM                | VA      | KA      | FA          | KD          | KK            | OK            | KL              | PL              | LT        |           |                  |                  |               |               |                 |                 |                 |                 |                 |          |          |          |       |       |       |       |       |       |               |               |               |               |               |               |

### Sergent- og konstabelgruppen
| NATO-kode    | OR-9        | OR-8          | OR-7        | OR-6        | OR-5    | OR-4     | OR-3             | OR-2                | OR-1                       |
| Distinktion  |             |               |             | Findes ikke |         |          |                  |                     |                            |
| Dansk rang   | Chefsergent | Seniorsergent | Oversergent | Findes ikke | Sergent | Korporal | Marinespecialist | Marineoverkonstabel | Marinekonstabel Marineelev |
| Forkortelser | CSG         | SSG           | OS          | Findes ikke | SG      | KP       | MSPC             | MOKS                | MAKS MAEL                  |

## Søværnets enheder
Søværnet råder for tiden over 12 større enheder (deplacement > 1.500 t(m)), 4 medium-størrelse enheder (1.500 t(m) > deplacement > 500 t(m)) og 38 mindre enheder (500 t(m) > deplacement) samt et større antal gummibåde, observationsfartøjer o.l.
Skibsinventaret er grundlæggende efter en engelsk udtrykt tese newer but fewer: Færre men nyere enheder. Mange af fartøjsklasserne er da i dag også relativt nye: Absalon-klassen fra 2004-2004, Thetis-klassen fra 1991-1994. De nu oplagte korvetter af Niels Juel-klassen (1978-1980) erstattes af nye fregatter af Iver Huitfeldt-klassen, der er under konstruktion og to af tre inspektionskuttere af Agdlek-klassen (1973) er blevet erstattet af nye inspektionsfartøjer af Knud Rasmussen-klassen (2005).

### Luftfartøjer
Den 1. januar 2011 overgik Søværnets Helikoptertjeneste (tidligere Søværnets Flyvetjeneste) til Flyvevåbnet under Eskadrille 723. Eskadrillen råder over og opererer otte maritime Westland Lynx Mk.90B helikoptere, der afløste Alouette III i 1980. Lynx'en er primært udstationeret på de danske inspektionsskibe, som patruljerer i Nordatlanten, hvor den bruges til isrekognoscering, farvandsovervågning, fiskeriinspektion og søredning. Ud over to helikoptere, som permanent er udstationeret i Nordatlanten, (en ved Grønland og en ved Færøerne), er der en helikopter på vagt på Flyvestation Karup døgnet rundt, ligesom Lynx'erne deltager i observationsrollen under maritime øvelser og internationale operationer. Oprindeligt leveredes otte helikoptere som Mk.80-versioner, men tre af disse er gået tabt ved styrt. Efterfølgende blev der indkøbt tre embargo-ramte helikoptere, der skulle have været leveret til Argentina af typen Mk.23. I dage er alle disse helikoptere opdateret til Mk.90B.

## Internationale engagementer efter 2. verdenskrig
- Operation Desert Shield/Desert Storm: F355 Olfert Fischer, 1990-1991[15]
- Operation Sharp Guard: F354 Niels Juel, 1993-1996[15]
- Operation Allied Harvest: N43 Lindormen og P554 Makrelen, 1999[16][17]
- Operation Active Endeavour: F354 Niels Juel, F355 Olfert Fischer og S323 Sælen, 2001-2002[15]
- Operation Iraqi Freedom: F355 Olfert Fischer og S323 Sælen, 2003[16]
- Operation Active Endeavour Strait of Gibraltar (STROG): P560 Ravnen, P562 Viben, 2003[16]
- Operation Active Endeavour: F356 Peter Tordenskiold, 2004[16]
- United Nations Interim Force In Lebanon (UNIFIL): P557 Glenten, P560 Ravnen, P562 Viben og F356 Peter Tordenskiold 2006-2008[16]
- Ledsagelse af WFP-chartrede skibe v. Afrikas Horn: F357 Thetis, 2008[18]
- Task Force 150: L16 Absalon og Søværnets Taktiske Stab, 2008-2009[19]
- Task Force 151: L16 Absalon og Søværnets Taktiske Stab, 2009 og 2011-2012[20]
- Operation Ocean Shield: L16 Absalon, L17 Esbern Snare og F361 Iver Huitfeldt, 2009-2015, [21][22][23]
- Operation RECSYR: L17 Esbern Snare, F362 Peter Willemoes, 2013-2014[24]
- Operation RECLIB: L16 Absalon, 2016[25]